# Rochford
Rochford város Kelet-Angliában, Essex kerületben.

## Fekvése
London központjától északra, kb. 69 km-re (43 mérföld) az  Essex megyei Chelmsford városától. A 2001-es népszámláláskor a polgári Rochford (Stroud, és London Southend Airport lakosságával együtt) összesen 7610 lakosa volt.

## Története
Rochford a városról elnevezett kerület legfontosabb települése.
1837-ben John Banyard (református wesleyánus prédikátor), valamint William Bridges vette bérbe Rochford régi dologházát.
A Rochford közeli Southend Repülőtér az első világháború alatt kezdte meg működését. 1914 őszén Westbarrow mezőgazdasági területen és a Great Eastern vasúti vonal mellett Warners Bridge-től 2 ½ mérföldre északra (Southend Pier) az RFC részére oktatási célból szerzett területeket. 1915 májusáig folyt itt a képzés, amikor az RNS-től a Eastwood vette azt át a behatoló Zeppelinek elleni (éjszakai) küzdelemre. Kezdetben a honvédelem éjszakai leszállóhelyéül használták, majd szeptemberben normál éjszakai repülőtérré sorolták át egészen a fegyverszünetig, majd 1919-ben az alkalmi polgári járatok csökkenésével 1920-ban bezárták, s visszasorolták mezőgazdasági területté, és csak a második világháború előtt, 1935- szeptember 18.-án nyílt meg újból, majd 1939 augusztusában harci repülőtér céljából foglalta le a területet a No.11 Group RAF . RAF Rochford a Légügyi Minisztérium által, a RAF Hornchurch, mely elsősorban főleg a hazai Supermarine Spitfire és Hawker Hurricane repülőgépek harci bázisa volt. A Rochford repülőtér kísérő radar bázisa pedig a Rochfordtól körülbelül 4 mérföld (6,4 km)-re található Canewdon volt, mely miatt Rochford repülőterét többször is bombázták a háború alatt.
A repülőtéren a polgári szolgálat csak 1946. december 31.-én tért vissza.

## Lesneys
Az 1980-as években Rochford egyik legnagyobb munkaadója a Lesneys gyár volt, amely a híres miniatűr öntött Matchbox modelleket gyártotta. Azonban ez a vállalat 1990-ben átköltözött Rugby, Warwickshire-be.

## Közlekedés
Vasútállomása - ahonnan vonattal elérhető Southend Victoria és a Liverpool Street állomása, valamint London központja és üzleti kerülete. Ebből következően, már régóta népszerű, mint a kollégiumi város az ingázók körében. Southend Airport repülőtér a vasútállomás keleti határán, amely 2011 július 18.-án nyílt meg.

### buszközlekedés
A környező városokba korszerű alacsony padlós buszok közlekednek.A  7, 8 és 9-es számú járat Rayleigh és Southend-on-Sea közlekedik mindkét irányába.

### Repülőközlekedés
Naponta kétszer vannak menetrend szerinti járatok Waterfordról London Southend repülőtérre és diszkont easyJet járatok 2012 áprilisától. A repülőtérre 2012-től Dublin és Genf is bejelentette az új útvonalat.

## Nevezetességek
- Rochfordi kastély - amely ma  magántulajdonban van.
- Kórház
- Rochford Congregational Church
- Rochford Community Church - 1987-ben alakult
- Szent András templom.
- Rochford metodista egyház
- Szent Teréz római katolikus templom

## Galéria

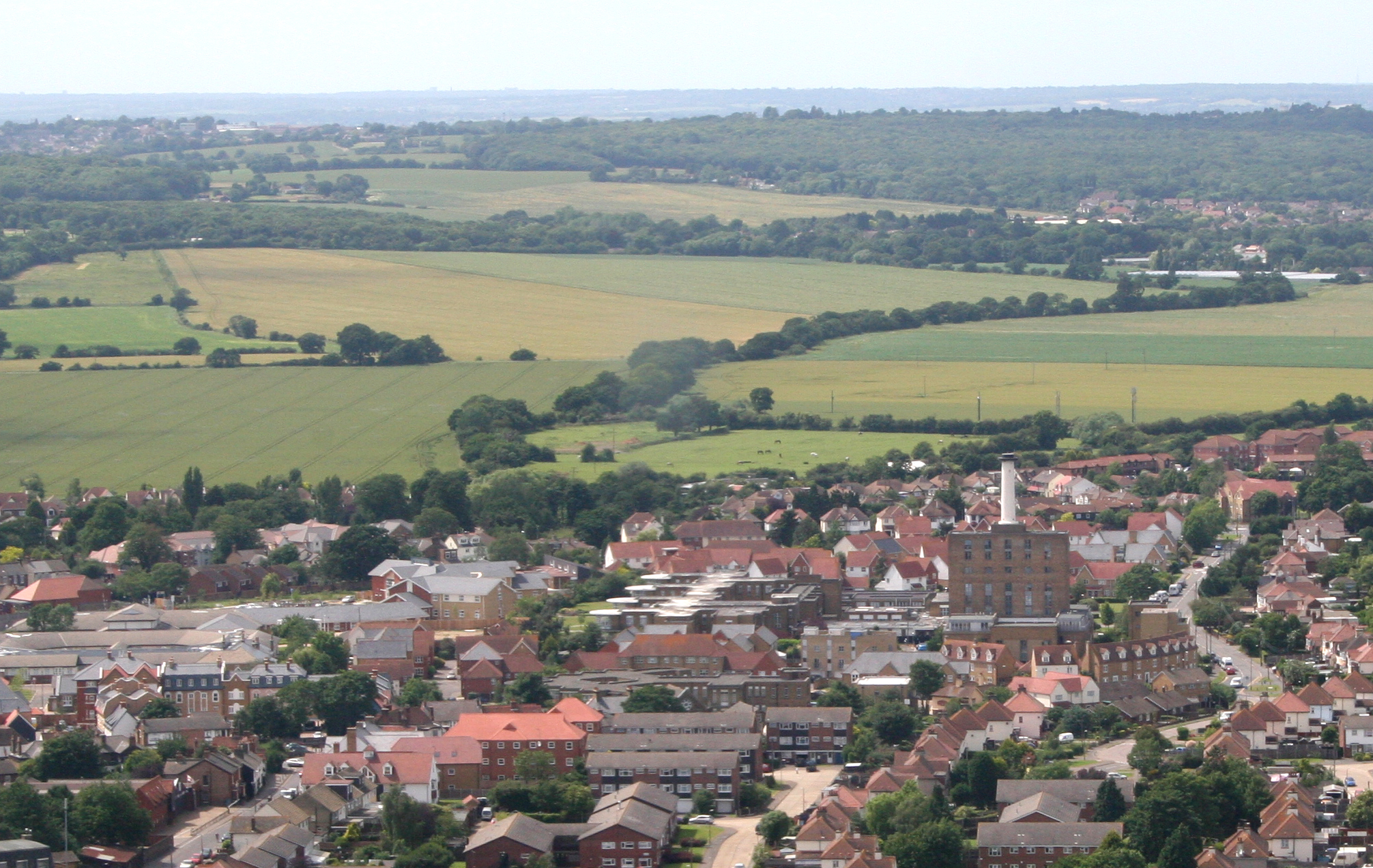
Rochford látképe
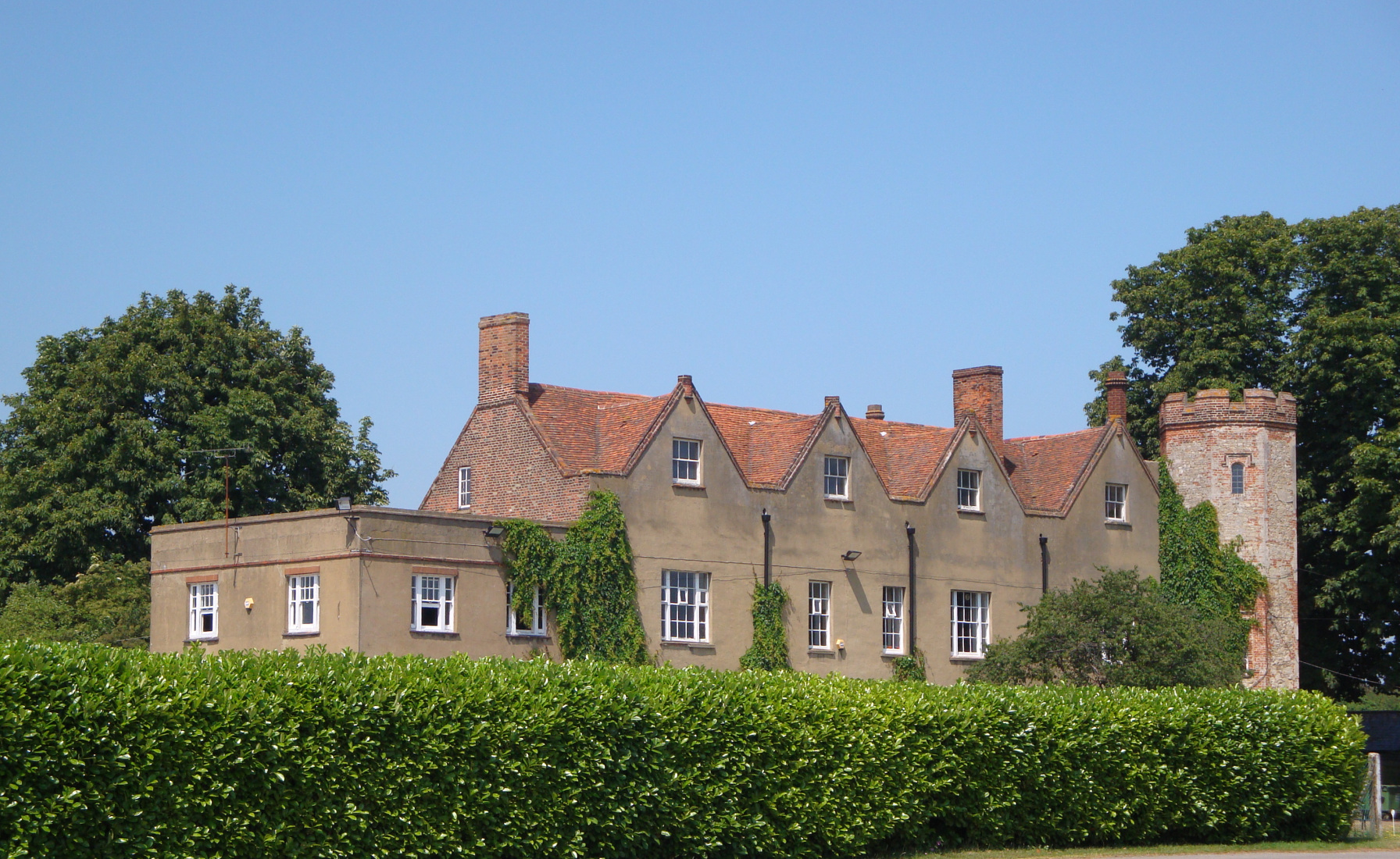
Rochford Hall, Rochford
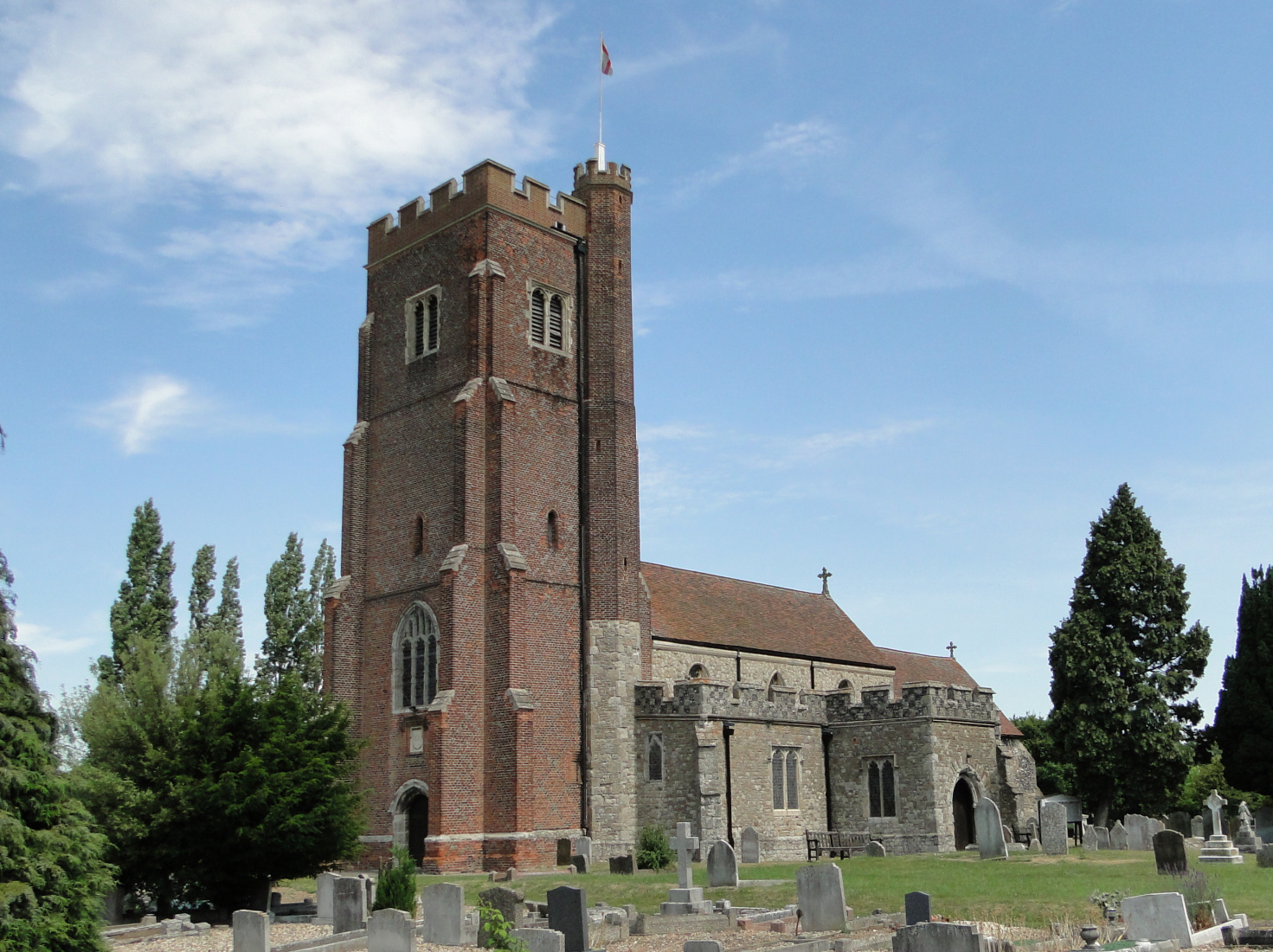
St Andrew's templom, Rochford
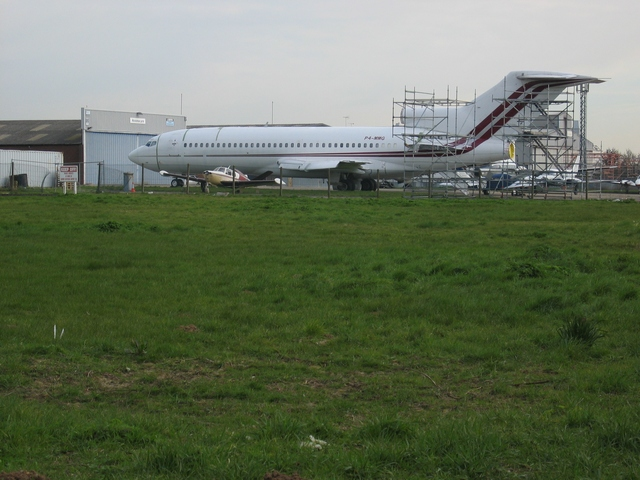
Southend repülőtér

## Külső hivatkozások
- St Andrews templom
- Rochford Metodista Egyház

1. ↑  Parish Profiles. Office for National Statistics. (Hozzáférés: 2024. augusztus 5.)